# Zonsverduistering van 16 juli 2186

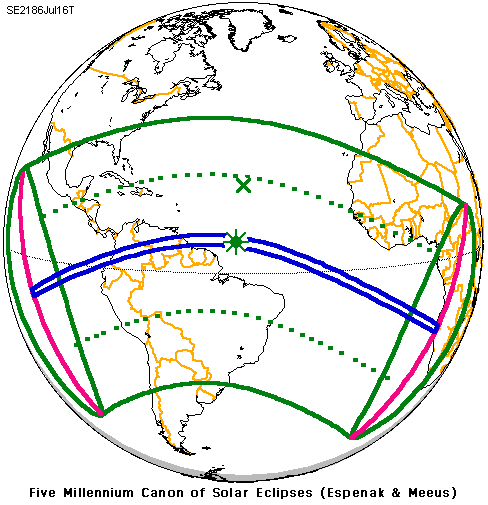
De totale zonsverduistering is de blauwe lijn.

De zonsverduistering van 16 juli 2186 betreft een totale zonsverduistering van 7 minuten en 29 seconden. De zonsverduistering is het best te zien in Colombia.
| Fenomeen                                     | Tijdstip UTC |
| -------------------------------------------- | ------------ |
| Begin van de gedeeltelijke zonsverduistering |              |
| Begin van de totale zonsverduistering        |              |
| Totale zonsverduistering                     | 15:14:54     |
| Einde van de totale zonsverduistering        |              |
| Einde van de gedeeltelijke zonsverduistering |              |